# Friedrich Ackermann (Politiker, 1876)
Friedrich Ackermann (* 25. Mai 1876 in Edenkoben; † 8. Oktober 1949 in Leinsweiler) war ein deutscher Rechtsanwalt und Politiker der SPD in Bayern.

## Leben
Ackermann studierte von 1895 bis 1899 Rechtswissenschaften und war von 1903 bis 1918 Rechtsanwalt in Frankenthal, wo er zwischen 1908 und 1918 auch Mitglied des Stadtrats war. Von 1915 bis 1917 nahm er am Ersten Weltkrieg teil.
Im November 1918 war er Vorsitzender des gemeinsamen Vollzugsausschusses der Arbeiter- und Soldatenräte für die Pfalz und im Januar und Februar 1919 bayerischer Gesandter in Wien.
1918/1919 war er Berater und Referent des Bayerischen Staatsministers für Kultus bzw. des Bayerischen Ministerpräsidenten Johannes Hoffmann, dessen Schwager er auch war.
Von 1919 bis 1933 war er Abgeordneter im Bayerischen Landtag und zugleich zweiter Bürgermeister von Augsburg. 1933 wurde er kurzzeitig inhaftiert; weitere politische Tätigkeit wurde ihm untersagt. Er zog zurück ins pfälzische Leinsweiler, wo er 1949 verstarb.

## Ehrungen
In Augsburg wurde die am 17. Juli 1959 eröffnete Bürgermeister-Ackermann-Straße im Stadtteil Augsburg-Kriegshaber nach ihm benannt. Sie ist ein Teilstück der Bundesstraße 300.